# Farnesil pirofosfato
Il farnesil pirofosfato (FPP) è un intermedio a 15 atomi di carbonio della via metabolica dell'acido mevalonico, utilizzata dagli organismi viventi nella biosintesi dei terpeni, terpenoidi e steroli.
Esso viene sintetizzato all'interno degli epatociti a partire da geranil pirofosfato e isopentinil pirofosfato, durante la biogenesi del colesterolo; due farnesil pirofosfato verranno poi fatti condensare con formazione di squalene, un composto a 30 atomi di carbonio che rappresenta il passo successivo della via metabolica.